# Pilot Mountain
Pilot Mountain est une ville américaine située dans le comté de Surry dans l'État de Caroline du Nord. En 2010, sa population était de 1 477 habitants.

## Démographie
| 1900 | 1910 | 1920 | 1930  | 1940 | 1950  |
| ---- | ---- | ---- | ----- | ---- | ----- |
| 710  | 652  | 707  | 1 010 | 925  | 1 092 |

| 1960  | 1970  | 1980  | 1990  | 2000  | 2010  |
| ----- | ----- | ----- | ----- | ----- | ----- |
| 1 310 | 1 309 | 1 090 | 1 181 | 1 281 | 1 477 |

## Source de la traduction
- (en) Cet article est partiellement ou en totalité issu de l’article de Wikipédia en anglais intitulé « Pilot Mountain, North Carolina » (voir la liste des auteurs).